# Some Hearts Are Diamonds (canción)
Some Hearts Are Diamonds ("Algunos corazones son diamantes", en español) es el segundo sencillo del álbum de estudio Some Hearts Are Diamonds publicado en 1986 por el cantante británico Chris Norman. La canción fue producida, arreglada y compuesta por el alemán Dieter Bohlen. El lado B del sencillo presenta la canción "Till The Night We'll Meet Again" del mismo autor.

## Lista de canciones
7" Single Hansa 108 535, 1986
1. Some Hearts Are Diamonds - 3:42
2. Till The Night We'll Meet Again - 4:12

12" Single Hansa 608 535-213, 1986
1. Some Hearts Are Diamonds - 5:39
2. Till The Night We'll Meet Again - 4:12
3. Some Hearts Are Diamonds (instrumental) - 3:42

## Charts
| Chart (1986) | Máxima posición |
| ------------ | --------------- |
| Alemania     | 14              |
| Austria      | 7               |
| Suiza        | 12              |

## Créditos
- Letra y música - Dieter Bohlen
- Producción - Dieter Bohlen
- Dirección de arte y Concepto - M. Vormstein
- Diseño - Ariola Studios
- Fotografía - Herbert W. Hesselmann
- Distribución - RCA/Ariola